# 石崎允
石崎 允（いしざき まこと、1939年2月 - 2009年8月3日）は、日本の医学者。腎臓透析の世界的権威、腎臓移植功労者、日本で初めて脳死肝移植をし新型仙台カテーテルを開発した肝移植のパイオニア。

## 来歴
宮城県に生まれる。美里町立小牛田中学校、宮城県古川高等学校を経て、東北大学医学部卒業。

## 著書
- 腎臓移植マニュアル
- 新型仙台カテーテル開発